# رساله سمرقندیه
رساله سمرقندیه رساله‌ای است فشرده و مختصر، مشتمل بر نامه‌های شیخ احمد جام که غالباً در پاسخ پرسش هایی که از جانب یاران، معتقدان، و مریدان وی از اطراف به خصوص از ناحیه ساکنان شهر سمرقند برای او فرستاده شده‌است، و وجه تسمیه رساله به « سمرقندیه » به این خاطر بوده‌است.